# Völkerball
Völkerball, som i øvrigt betyder høvdingebold, er et live-album af Rammstein, udgivet på CD/DVD, i november 2006. Udgivelsen findes i tre udgaver, og er optaget i England, Frankrig, Japan og Rusland. Den primære koncert, som er optaget i Nimes, Frankrig, er med på samtlige udgaver, dog i forskellige længder. På Standard og Special Edition er live cd'en på 75 minutter, mens Limited Tourbook Edition har hele koncertmaterialet på 140 minutter med på cd.

## Spor
| Standard edition | Special edition | Limited edition |
| Live DVD | Live DVD | Live DVD |
| --- | --- | --- |
| Les Arènes de Nîmes, Frankrig, 23. juli, 2005 1. Reise, Reise 2. Links 2-3-4 3. Keine Lust 4. Feuer frei! 5. Asche zu Asche 6. Morgenstern 7. Mein Teil 8. Stein um Stein 9. Los 10. Du riechst so gut 11. Benzin 12. Du Hast 13. Sehnsucht 14. Amerika 15. Rammstein 16. Sonne 17. Ich will 18. Ohne dich 19. Stripped Brixton Academy, London, England, 3. februar, 2005 til 5. februar, 2005 1. Sonne 2. Rein raus 3. Ohne dich 4. Feuer frei! Club Citta, Tokyo, Japan, June 3, 2005 1. Mein Teil 2. Du hast 3. Los – Trailer Sport Complex Olympiski, Moskva, Rusland, 28. november, 2004 1. Moskau (Special) | | |
| Live in Nîmes | Live in Nîmes | Hele Nîmes-koncerten |
| 1. Intro 2. Reise, Reise 3. Links 2-3-4 4. Keine Lust 5. Feuer frei! 6. Asche zu Asche 7. Morgenstern 8. Mein Teil 9. Los 10. Du riechst so gut 11. Benzin 12. Du hast 13. Sehnsucht 14. Amerika 15. Sonne 16. Ich will | 1. Intro 2. Reise, Reise 3. Links 2-3-4 4. Keine Lust 5. Feuer frei! 6. Asche zu Asche 7. Morgenstern 8. Mein Teil 9. Los 10. Du riechst so gut 11. Benzin 12. Du hast 13. Sehnsucht 14. Amerika 15. Sonne 16. Ich will | CD 1 1. Intro 2. Reise, Reise 3. Links 2-3-4 4. Keine Lust 5. Feuer frei! 6. Asche zu Asche 7. Morgenstern 8. Mein Teil 9. Stein um Stein 10. Los CD 2 1. Du riechst so gut 2. Benzin 3. Du hast 4. Sehnsucht 5. Amerika 6. Rammstein 7. Sonne 8. Ich will 9. Ohne dich 10. Stripped 11. Outro |
| Bonus DVD – documentaries & interviews | | |
| Not present | - "Anakonda im Netz": 60 min - "Making of the Album Reise, Reise: 25 min | - "Anakonda im Netz": 60 min - "Making of the Album Reise, Reise: 25 min |

Tourbook
Indbundet hardcase-bog på 190 sider indeholdende sort/hvide fotos.